# Philolaos (sculpteur)
Pour les articles homonymes, voir Philolaos.
Philolaos Tloupas, dit Philolaos, est un sculpteur grec. Il a vécu la majeure partie de sa vie en France, où il est décédé en 2010.

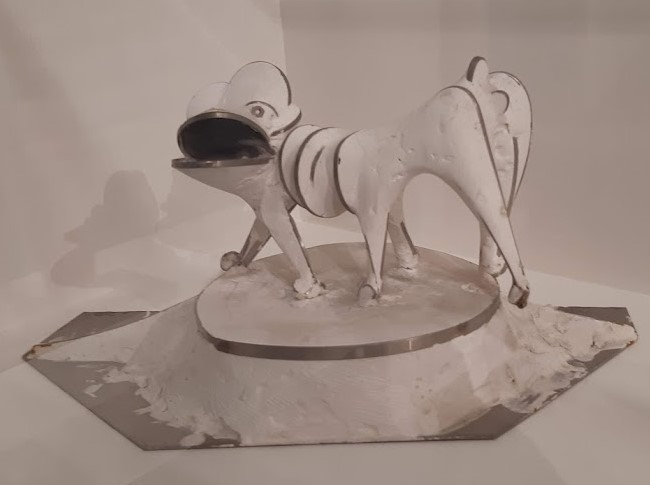
Philolaos : sculpture

Il est connu comme le "sculpteur des architectes", ayant réalisé, en collaboration avec des architectes et des urbanistes, des œuvres intégrées dans l'architecture et le paysage. Il a créé des sculptures en travaillant une grande variété de matériaux (acier inoxydable, terre cuite, marbre, bois, béton...). Il a également réalisé des tableaux en relief en bois flotté ou tourné, des meubles, ainsi que de nombreux objets utilitaires qu'il concevait et fabriquait lui-même.

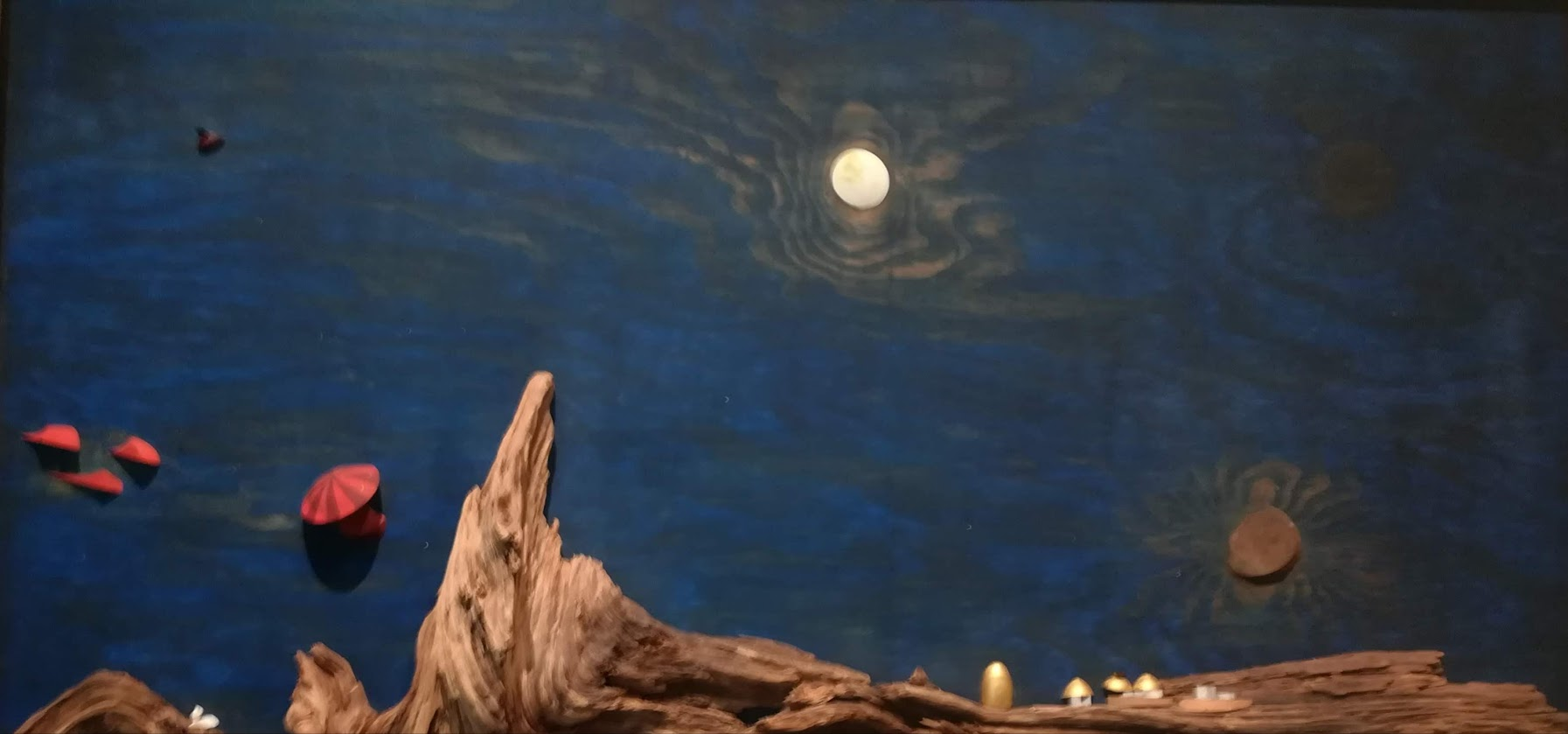
Tableau en relief

## Biographie
Fils de Georgios Tloupas et de Vasiliki Batzou, Philolaos est né le 4 mars 1923. Son père menuisier est son premier maître. Il considérait aussi que son grand-père chaudronnier, bien qu'il ne l'ait pas connu, lui avait transmis l'amour du travail du métal.

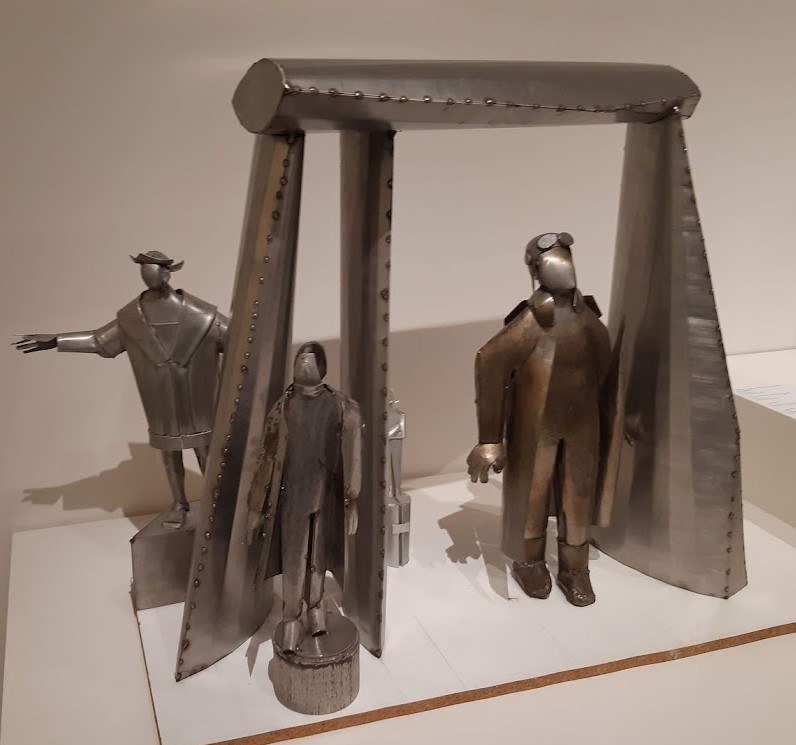
Philolaos: maquette en acier inoxydable

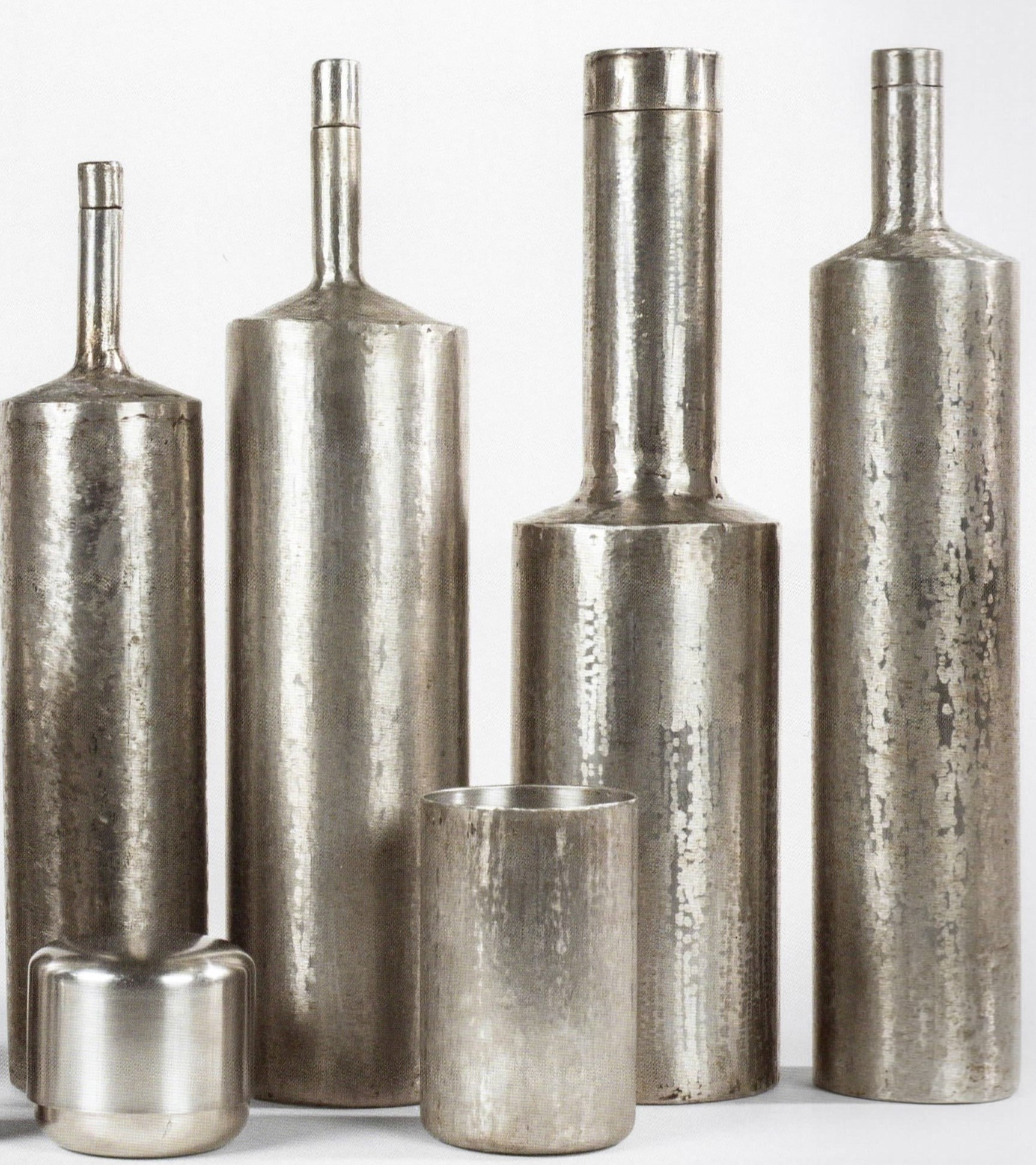
Philolaos :bouteilles

Philolaos suit les cours de l'école des beaux-arts d'Athènes de 1944 à 1947 dans les ateliers de Michaḯl Tómbros et d'Athanase Apartis, qui fut élève d'Antoine Bourdelle. Après l'obtention de son diplôme et son service militaire (1947 et 1950), il se rend à Paris où il entre à l'École des Beaux Arts. Il y suit l'enseignement du sculpteur Marcel Gimond.
En 1956, il épouse Simonne Walter et sa fille Isabelle naît un an plus tard. Son fils Yorgo naît en 1974 d'un second mariage avec Marina Assaël.
Il a conçoit et construit lui-même une maison à Platamon (1957-58. C'est aussi lui qu'il conçoit et construit à  Saint Rémy de la Chevreuse (Essonne) son atelier en 1967 et  sa maison sa maison en 1974. En 1974, il acquiert également une autre maison à Agios Dimitrios (Pelion).
Il décède le 18 septembre 2010 à Orsay.

## Œuvres représentatifs dans des espaces publics
- 1963 : Châteaux d'eau de la ville de Valence (Drôme), réalisé en collaboration avec l'architecte André Gomis. Les deux tours vrillées, hauts de 57 mètres, constituent aujourd'hui l'emblème de la ville et ont été classées patrimoine du XXe siècle par le ministère de la Culture[3].

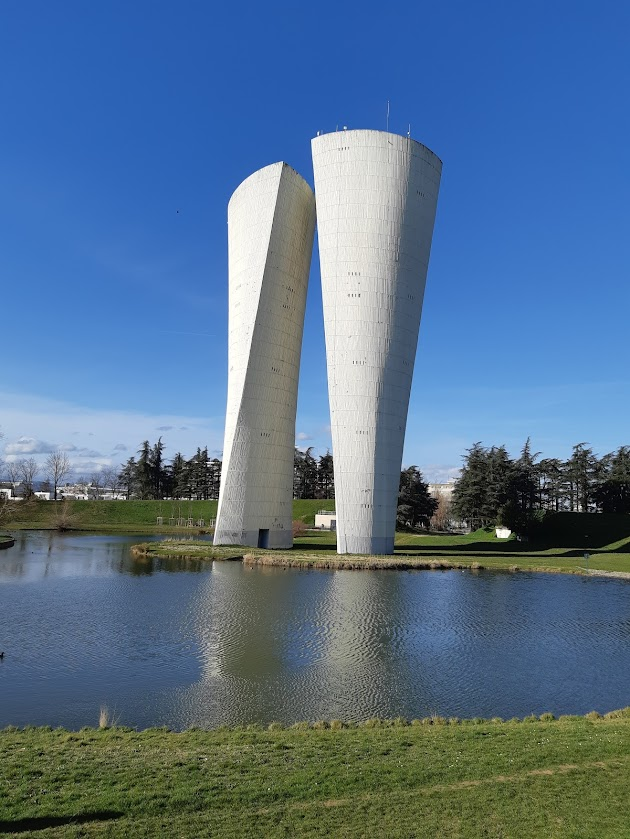
Châteaux d'eau à Valence

- 1967 : Sculpture dans les jardins de l'Immeuble Les Érables de la Duchère à Lyon.
- 1967 : Sculptures fontaines en acier inoxydable au Village Vacance Familles de Balaruc-les-Bains ( Hérault). L'architecte est André Gomis.
- 1969 : Place sculptée, dans la ZUP de Bernon, à Épernay (Marne). En collaboration avec l'architecte est Jacques Gautier  et le paysagiste J. Sgard.
- 1971 : L'Oiseau mécanique, sculpture monumentale à Paris la Défense[4].
- 1979 : Sculpture en acier inoxydable au collège Henry Bordeaux à Cognin (Savoie), construit par les architectes D. Cler et J. Belmont [5].
- 1980 : Mur sculpté en béton lavé et acier inoxydable[6] au collège de Remalard dans l'Orne. Les architectes sont Michel Andrault et Pierre Parat.
- 1982 Coupe de fruits et fruits au Groupe scolaire les Pépinières à Voisins-le-Bretonneux (Yvelines).
- 1986: Sculptures le quai de Volos en Grèce][7].
- 1989 : Nymphéas, sculpture monumentale en forme de fleur dans un bassin à la Défense[8].
- 1991: Monument de la Résistance Nationale à Larisa (Grèce).
- 1996 : Le jardin des Gogottes de Guyancourt. Jardin conçu  par l'urbaniste Jean-Noël Capart et le paysagiste Jacques Simon.
- 2000 : Arbre métallique en acier inoxydable à la place don Helder Camara à Guyancourt (Yvelines).

## Expositions dans des musées
- 2005 : exposition au jardin du Palais-Royal à Paris[9].
- 2019-2020: exposition au musée de Valence[10].
- 2024-2025: exposition à la pinacothèque municipale de Larissa (Grèce)[11].
- 2025: Pinacothèque Municipale de Thessalonique (Grèce)[12].

## Distinctions
- En 1981, il obtient le prix du quartier de l'Horloge récompensant la meilleure œuvre d'art urbain des années 1970, pour sa Sculpture-château d'eau de Valence, Drôme.
- Il est nommé officier dans l’ordre des Arts et des Lettres le 4 mars 2005[13].